# Belleville (Deux-Sèvres)
Belleville era una comuna francesa situada en el departamento de Deux-Sèvres, de la región de Nueva Aquitania, que el 1 de enero de 2018 pasó a ser una comuna delegada de la comuna nueva de Plaine-d'Argenson al fusionarse con las comunas de Boisserolles, Prissé-la-Charrière y Saint-Étienne-la-Cigogne.

## Demografía
| Gráfica de evolución demográfica de Belleville entre 1800 y 2014 |
|                                                                  |

Los datos demográficos contemplados en este gráfico de la comuna de Belleville se han cogido de 1800 a 1999 de la página francesa EHESS/Cassini, y los demás datos de la página del INSEE.